# Pielomastax guliujiangensis
Pielomastax guliujiangensis is een rechtvleugelig insect uit de familie Episactidae. De wetenschappelijke naam van deze soort is voor het eerst geldig gepubliceerd in 1997 door Zheng.